# Imants Parādnieks
Imants Parādnieks (ur. 27 sierpnia 1968 w Rydze) – łotewski przedsiębiorca i polityk, przewodniczący i współprzewodniczący partii Wszystko dla Łotwy!, poseł na Sejm Republiki Łotewskiej.

## Życiorys
Kształcił się w ryskiej szkole medycznej, następnie zaś w szkole budowlanej. Służąc w Armii Radzieckiej, wstąpił do Łotewskiego Narodowego Ruchu Niepodległości (LNNK), który występował z programem odbudowy niepodległości kraju od ZSRR. W niepodległej Łotwie zajął się prowadzeniem własnej działalności gospodarczej, został właścicielem przedsiębiorstwa „AGNI”.
W 2000 znalazł się wśród założycieli stowarzyszenia Wszystko dla Łotwy!, które w 2006 przekształciło się w partię polityczną. W 2007 objął funkcję przewodniczącego, w 2008 współprzewodniczącego z Raivisem Dzintarsem. Z ramienia tego ugrupowania ubiegał się o mandat poselski w wyborach do Sejmu IX kadencji. W 2010 po raz pierwszy wybrany do Sejmu w okręgu Semigalia z ramienia ugrupowania Zjednoczenie Narodowe „Wszystko dla Łotwy!” – TB/LNNK. W wyborach w 2011 uzyskał reelekcję. W wyborach w 2014 ponownie wszedł w skład łotewskiego parlamentu.
Żonaty, ma pięcioro dzieci.

## Odznaczenia
- Medal Rady Bałtyckiej – 2017[3]